# نسيفة محمولة

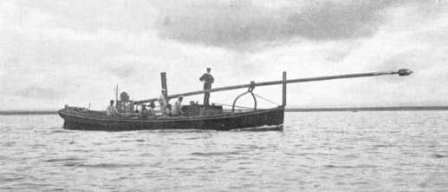
قارب بخاري مزود نسيفة محمولة، في وضع النقل

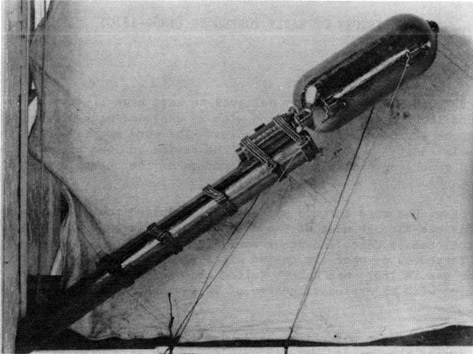
شحنة متفجرة ثُبتت على ذراع نسيفة محمولة

النسيفة المحمولة هو سلاح يتكون من قنبلة توضع في نهاية عمود طويل، أو سارية، ومثبتة على قارب. يستخدم السلاح بتشغيل نهاية العمود في سفينة العدو. يغلب أن تكون النسائف المحولة مزودة برمح مسنن في النهاية، حتى تلتصق ببدن المراكب الخشبية. ومن الممكن بعد ذلك استخدام فتيل لتفجيره.